# Armin Schobel
Armin Schobel (* 9. Juli 1895 in Kaaden, Österreich-Ungarn; † 5. Juni 1978 in Lignano, Italien) war ein österreichischer Ingenieur und Hochschullehrer.

## Leben und Werk
Schobel studierte nach dem Schulabschluss, erlangte den Abschluss als Diplom-Ingenieur und promovierte später zum Dr. phil. 1947 wurde er Privatdozent an der Hochschule für Bodenkultur in Wien und dort 1956 zum außerordentlichen Professor für Genossenschaftswesen ernannt. 1967 wurde Schobel emeritiert. Bekannt wurde er u. a. durch seine populärwissenschaftliche Fibel des Genossenschaftswesens und die Mitherausgabe des großen Bauernlexikons.

## Schriften (Auswahl)
- Die landwirtschaftliche Genossenschaft in österreichischer Schau. 1947
- Genossenschaftliches ABC – Eine Fibel des Genossenschaftswesens. Österreichischer Agrarverlag, 1952
- Bauerntum und Genossenschaft. 1956
- (Mithrsg.): Das große Bauernlexikon, 3 Bde., 1958–1960
- Genossenschaft, Wissenschaft und Weltanschauung. Referat. Wien 1965